# Подводна медицина
Подводна медицина или медицина роњења је грана поморске, превентивне медицине рада и спортске медицине која са бави медицинским истраживањима везаним за роњење (везаних за нагативни утицаја гасова, барометарског притиска и водене средине), превенцијом и лечењем ронилаца, указивањем хитне медицинске помоћи у случају ронилачких незгода и ронилачким фитнесом. Као посебна област у оквиру подводне медицине је и хипербарична медицина.
У делокругу истраживања подводне медицине су  ефекат гасова под високим притиском на људско тело, у оквиру превенције откривање и спречавање штетних утицаја водене средине на здравља ронилаца, а у оквиру лечење збрињавање декомпресионих и других повреда или тровања гасовима која могу настати у води или на уласку и изласку из ње, као и других утицаја који могу негативно деловати на здравственог стања рониоца и његову безбедност. Како је ронилац изложен и бројним стресогеним утицајима ова грана медицине бави се и подводном психологијом. А како су ронилачким несреће могуће и како је у њима ронилац често изложен бројним траумама које истовремено и утичу једна на другу, важну улогу у оквиру ове медицинске специјалности има и ургентна медицина.

## Општа разматрања
Боравак под водом или роњење некада је била само професија рибара и подводних радника а данас је и све популаранији спорт, којим се понекад баве и недовољно едуковане особе — рекреативни рониоци са значајним фактором медицинског ризика. Њихово здравље може бити угрожено високим екстракорпоралним (амбијенталним) притиском и многим системским ефектима, гасова, воде, температуре, светлости ронилачке опреме. Баротрауму, декомпресиона болести и роњењу са факторима медицинског ризика, због смањене функционалне резерва појединца и већ постојеће медицинске болести повећавају ризик од роњења. А ту су пре свега кључни физиолошки стрес због кога могу брзо настати несагледиве еколошке промене (струја, таласа, подводни животиње), повећање респираторног резистенције регулатора ронилачке опреме, повећање дубине, и/или емоционалних фактора.
Морамо увек запамтити да је роњење опасно чак и на безнадежним дубинама што потврђују и међународно истраживања која су открила да се „мали инциденти” јављају у 1,3% свих зарона као и да се најтежи облик оштећења здравља декомпресиона болест јавља у 2 случаја на сваких 10.000 зарона. 
У таквим условима треба сагледати значај подводне медицине која има за циљ да павилно спроведеним лекарским прегледом пре роњења и давањем одређенимх препорука, спречи потенцијални и/или смртоносни догађај и друго угрожавање живота рониоца. А ако се несрећни догађај већ деси да правовременим и ургентим лечењем спаси живот унесрећеног.

## Основни физички и физиолошки аспекти

### Апнеја и дисање
Подводна медицина се данас бави проблемима два типа роњења: роњење са уређајем или скуба роњење (са аутономним подводним апаратом за дисање) и слободно роњење (роњење на дах или апнеја роњење). Здраве особе могу задржати дах од 30 до 90 секунди. Обучени рониоци на дах могу остати под водом и више од 6 минута (светски рекорд износи 11 минута и 35 секунди). 
Главни фактори који утичу на најдуже толерисано трајање апнеје су волумен плућа, степен потрошње кисеоника и толеранција на угљен диоксид.
Хипервентилација непосредно пре роњења смањује артеријски парцијални притисак СО2 и на тај начин одлаже поновну појаву стимулуса за дисањем, што се обично јавља када се рСО2 повећава на 45—60 ммХг. Хипервентилација такође благо повећава концентрацију алвеоларне концентрације кисеоника и са њим артеријски рО2, али се то не може компензовати недостатком кисеоника који се појављује на крају роњења. Када ронилац искористи резерва кисеоника, недостатак респираторног покрета може довести до губитка свести (плитка вода). У ронилачком простору без  оде, рО2 се додатно смањује због фазе успона која је изазвана смањењем притиска гаса у околини. 
Чак и ако се ронилац није у хипервентилацији пре роњења, у њему се мож развити хипоксија, што доводи до губитка свести, обично у последњих неколико метара испод површине воде.

### Промене притиска и волумена у роњењу
У слободном роњењу и скуба роњењу, чак и мале промене дубине доводе до великих промена у притиску, захваљујући високој густини воде. За сваких додатних 10 м дубине под водом, притисак околине се повећава за 1 бара (приближно 750 ммХг, у близини типичног атмосферског притиска на Земљи на нивоу мора). Дакле, на дубини од 20 м, притисак је 3 бара (1 бар атмосферски притисак плус 1 бар за сваких 10 м дубине). 
Ако се ронилац спусти на 10 м у слободном роњењу, према Бојлеовом закон (притисак × запремина = константа)  запремина ваздуха у његовим плућима се преполовила. 
Теоретска граница дубине за слободно роњење постиже се када се промене притиска више не могу надокнадити смањењем волумена плућа; другим речима, теоретски максимални притисак у бару је једнак укупном капацитету који се дели са преосталом запремином. Штавише, када је тело потопљено у воду, гравитација више не индукује струјање крви у доњим екстремитетима, те стога постоји померање дела крви у централне регије. Додатна крв у пулмоналној циркулацији заузима неку количину која је нормално заузета алвеоларним ваздухом; ово смањује резидуалну запремину и тиме проширује границу дубине. Ефекат се повећава ако се притисак у алвеоли смањи, према Бојловом закону.

### Растворљивост гасова у течностима
Растворљивост гасова у течностима зависи од природе растварача, природе гаса који се раствара, температуре и притиска гаса. Растворљивост се углавном израчунава као запремина гаса раствореног у јединици запремине растварача на одређеној температури.
Природа гаса
Утицај природе гаса на растварање различитих гасова у води је различита, па тако:
- Хемикалије које не реагују са водом слабо се растварају  —  npr. H2, O2 , N2 , CO, He
- Гасови који се добро растварају у води са њим реагују хемијски  — нпр. CO2, NH3, HCl...

CO2(g) + H2O(l) → H2CO3(aq)
Температура
Утицај температуре на растворљивост гасова у течностима је обрнуто пропорционална температури. 
С ~ 1 / Т
Притисак
Утицај притиска на растворљивост гасова у течностима, код гасове слабе растворљивости у одређеном растварачу је пропорционалана напону паре (Хенри-Далтонов закон):
Гасне супстанце чији молекули нису поларни, као што су, на пример, водоник, азот, метан и племенити гасови, веома се мало растварају у течностима. Ово је последица лоших интеракција између супстанци које се растварају и неполарног или поларног молекула растварача. Ове лоше интеракције су типа индуковани дипол — дипол индуковани дипол када је растварач неполарни, и типа дипол — дипол када је растворач поларан. Они нису довољни да превазиђу молекуларне силе између неполарних молекула растварача (индуковани дипол — индуковани дипол), односно, између поларних молекула растварача (дипол — дипол).
Ефекат индукованог дипола зависи од способности поларизације молекула гаса, а на њега утиче број електрона и индиректно маса молекула. Због тога се растворљивост неполарних гасова повећава са повећањем њихове моларне масе, како у неполарним растварачима, тако и у поларној супстанци.

#### Примена растворљивости гасова у медицини и роњењу
Растворљивост гасова у течностима организма зависи од;
- Притиска гаса изнад течности, (већи притисак већа растворљивост)
- Трајања контакта, (ако је болесник у барокомори дуже изложена повишеном притиску у његовом телу ће се постићи већа концентрације кисеоника - дужи контакт веће растврљивост), или код рониоца веће растварање азота у мишићима.
- Температуре течности, (виша температура течности, брже кретања молекула, већа растворљивост гаса).
- Величине контактне површине између гаса и течности, (ако су две идентичне течности са различитом површином изложене увећаном притиску гаса, он ће брже постићи засићење у течности са већом површином).
- Афинитета течности за неки гас (коефицијент растворљивости).

Сумирајући повезаност између гасова, течности, температуре и притиска, Хенријев закон најбоље објашњава физичке принципе за хипербаричну оксигенацију: количина 100% кисеоника која ће се растворити у течностима у организму, на датој температури је директно пропорционална парцијалном притиску тог гаса. Или што је атмосферски притисак већи, више кисеоника ће се растворити у телесним течностима него што се то догађа на нормобаричном притиску.
Гасови у смеши гасова које ронилац удише, раствориће се у у течностима његовог тела сразмерно парцијалном притиску појединих гасова у смеши. Услед различите растворљивости појединих гасова, за сваки од њих понаособ, количина која ће се растворити зависиће такође од времена у току кога ронилац удише гас при повећаном притиску, и у зависности од врсте гаса, наступа након 8 до 24 часа.
Растварање гасова у организму нема утицаја на дисање при нормалном атмфосферском притиску, али је веома битно за рониоце када гасове удишу помоћу ронилачког апарата, и посебно се односи на период изрона. Било која количина гаса који се растворио у телу рониоца, на било којој дубини и притиску, остаће једнака све док се притисак не промени. Ако ронилац почне да израња, тада је притисак у плућима мањи него што је био код зарона (због смањења дубине, смањује се и притисак околине), и растворени гасови теже се издвоје из ткива. Уколико се нагло израња, без употребе таблица, гасови из ваздуха (у чему предњачи азот) не могу да се издвоје довољно брзо и они формирају мехуриће, што може довести до појаве декомпресионе болести. Зато се брзина изрона контролише употребом декомпресионих таблица, што омогућава да се издвојени гас поступно доведе до плућа и издахне, пре него што дође до његовог нагомилавања у толикој мери да омогући формирање мехурића у ткивима.
Промена парцијалног притиска и температуре гасне смеше (нпр. кисеоника, угљен-диоксида, водоника), у организму, најбоље показује како гасни закони, утичу на промену физиолошких фактора који смањују афинитет хемоглобина за кисеоник, померајући криву засићења оксихемоглобина. Када се вредности једног од ових фактора промени, настаје супротан ефекат и крива засићења оксихемоглобина се помера (улево или удесно).
Пример (види слику);
- Црна линија приказује нормалну криву засићења оксихемоглобина,
- Црвена линија, криву засићења оксихемоглобина;

- код особе са повећаним парцијалним притиском угљен-диоксида, (који има већи коефицијент растворљивости од кисеоника)
- код врло киселе крви, (са концентрацијом водоника преко 80 /) и
- повишеном телесном температуром, изнад 37°.

- Зелена линија приказује криву засићења оксихемоглобина;

- код особе чије је тело у хипотермији, (расхлађено на температуру од само 30°C) и
- изложено нижем парцијалном притиску кисеоника и угљен-диоксида у крви (нпр. на висини) код које је крива дисоцијације померена улево.